# Rubrius
Rubrius là một chi nhện trong họ Amaurobiidae.